# Ángel Nicolás Agüero Iturbe
Ángel Nicolás Agüero Iturbe (17 de marzo de 1947– Buenos Aires, Argentina, 14 de septiembre de 2004) fue un abogado que fue designado procurador general de la Nación de Argentina el 18 de agosto de 1994, permaneciendo en el cargo hasta su renuncia el 28 de febrero de 1997.

## Actividad profesional
Integró el Tribunal Superior de Justicia de La Rioja entre 1986 y 1987. Durante su gestión como procurador general de la Nación fue criticado cuando para la investigación al empresario postal Alfredo Yabrán originada en la denuncia que hizo el entonces ministro de Economía Domingo Cavallo creó una comisión de cinco fiscales, pero ocultó a la misma que había sido abogado del investigado y finalmente dio por terminada la pesquisa. Otras decisiones que fueron objeto de críticas fueron cuando desarticuló un equipo de eficientes fiscales del fuero instrucción que a las órdenes del fiscal ante la Cámara del Crimen Norberto Quantín investigaba varias causas con contenido político y cuando en el caso Daniela Oswald –sobre la tenencia de una niña que disputaban sus padres, que vivían en Canadá y en la Argentina- trató de limitar el contacto de los fiscales con la prensa.
En 1996 fue denunciado por el dirigente del Frepaso, Aníbal Ibarra, y por un particular, por presunto enriquecimiento ilícito por un departamento que compró en Buenos Aires, pero respondió que lo había adquirido con un crédito hipotecario y en definitiva la denuncia fue desestimada por el juez Carricoba Corral.
Ya retirado del cargo de procurador, fue imputado por el fiscal Guillermo Marijuán de haber tramitado en 1994 una jubilación que no le correspondía alegando su supuesto desempeño en el ex Banco de La Rioja, pese a que no era empleado del banco sino un abogado externo de la institución y no había norma alguna que avalara la jubilación a quien hubiera pasado unos pocos meses por la entidad bancaria, pero el juez Jorge Urso no hizo lugar al pedido.
Falleció en Buenos Aires, Argentina, el 14 de septiembre de 2004.